# Ivor Spencer-Churchill
Ivor Charles Spencer-Churchill, né le 14 octobre 1898 et mort le 17 septembre 1956, est le fils cadet de Charles Spencer-Churchill (9e duc de Marlborough) et de sa première épouse, Consuelo Vanderbilt, héritière des chemins de fer américains. Son frère aîné, John, est le 10e duc de Marlborough.

## Biographie
Ivor Charles Spencer-Churchill est né le 14 octobre 1898. Il est le deuxième fils du 9e duc de Marlborough et Consuelo Vanderbilt. En 1921, ses parents divorcent quand il a 22 ans. Son père se remarie à Gladys Marie Deacon ; tandis que sa mère épouse le colonel Jacques Balsan.
Sa mère est la seule fille et l'aînée des enfants de William Kissam Vanderbilt, un millionnaire des chemins de fer de New York, et de sa première épouse, Alva Belmont (1853–1933), qui épouse plus tard Oliver Belmont. Le nom de sa mère lui a été donné en l'honneur de sa marraine, Consuelo Yznaga (1853-1909), une mondaine mi-cubaine, mi-américaine qui a créé un scandale un an plus tôt lorsqu'elle a épousé le chasseur de fortune George Montagu (8e duc de Manchester) .
Spencer-Churchill fait ses études au Collège d'Eton et au Magdalen College d'Oxford.
Il rejoint le Royal Army Service Corps en 1917, arrivant au grade de lieutenant. Il combat pendant la Première Guerre mondiale et est décoré de la Légion d'honneur française.
Il est un célèbre collectionneur d'art, particulièrement intéressé par la peinture française moderne, collectionnant des peintures et organisant des expositions comme l' Exposition de la peinture française du XIXe siècle de la Société anglo-française d'art et de voyage (1er-31 octobre 1936). Il était en relation étroite avec le marchand d'art anglais Percy Moore Turner .

## Vie privée
En 1923, il aurait été fiancé à Grace Vanderbilt, une cousine éloignée et la fille de Cornelius Vanderbilt III.
Le 15 novembre 1947, il épouse Elizabeth «Betty» Cunningham (1914–2010), la fille de James Cyril Cunningham. Ensemble, ils ont un fils: 
- Robert William Charles Spencer-Churchill (né en 1954), qui épouse en 1979 Jeanne M. Maze, fille d'Etienne Maze et petite-fille de Paul Maze, peintre et ami de Winston Churchill[6],[7]

Il développe une tumeur cérébrale inopérable et est décédé en septembre 1956. Il est enterré à côté de son cousin, Winston Churchill, et près de sa mère à l'Église Saint-Martin de Bladon, près de Woodstock, Oxfordshire.